# Marc-André Grondin

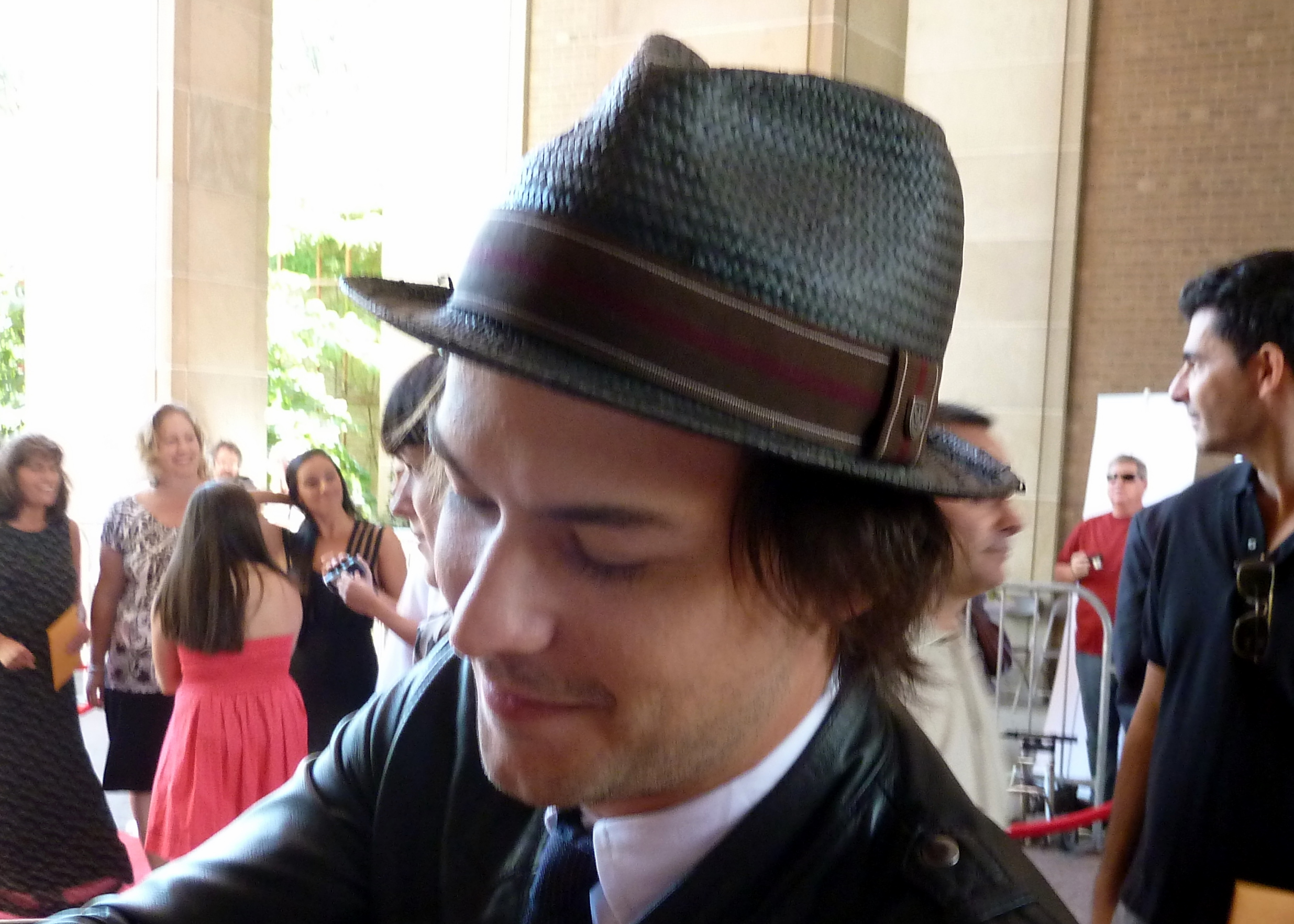
Marc-André Grondin (2011)

Marc-André Grondin (* 11. März 1984 in Montreal, Québec) ist ein kanadischer Schauspieler. Er ist Sohn eines frankophonen Kanadiers und einer Mexikanerin. Sein Bruder ist der Schauspieler Mathieu Grondin.
Internationale Bekanntheit erfuhr er durch seine Rolle des Zachary Beaulieu im Kinofilm C.R.A.Z.Y. – Verrücktes Leben (2005) unter der Regie von  Jean-Marc Vallée. Darüber hinaus spielte er in den Filmen C’est la vie – So sind wir, so ist das Leben, La belle bête (2006) und Che sowie in mehreren kanadischen Fernsehproduktionen mit.  Sein Schaffen für Film und Fernsehen umfasst mehr als 45 Produktionen.

## Filmografie (Auswahl)
- 2005: C.R.A.Z.Y. – Verrücktes Leben (C.R.A.Z.Y.)
- 2008: Che – Guerrilla (Che – Part Two: Guerrilla)
- 2008: C’est la vie – So sind wir, so ist das Leben (Le premier jour du reste de ta vie)
- 2009: 5150 Elm’s Way – Spiel um dein Leben (5150, rue des Ormes)
- 2011: Goon – Kein Film für Pussies (Goon)
- 2014: Sensitive Skin (Fernsehserie, 2 Folgen)
- 2016–2017: L’Imposteur (Fernsehserie)
- 2017: Hungrig (Les affamès)
- 2020: Bis zum Untergang (Jusqu’au déclin)
- 2023: Richelieu
- 2023: The Successor (Le Successeur)

## Auszeichnung (Auswahl)
César
- 2009: Bester Nachwuchsdarsteller für C’est la vie – So sind wir, so ist das Leben